# Lúcio Lucrécio Tricipitino Flavo
Lúcio Lucrécio Tricipitino Flavo (em latim: Lucius Lucretius Tricipitinus Flavus) foi um político da gente Lucrécia nos primeiros anos da República Romana eleito cônsul sufecto em 393 a.C. no lugar de Lúcio Valério Potito, que abdicou, e junto com Sérvio Sulpício Camerino. Foi também tribuno consular por cinco vezes, em 391, 388, 383 e 381 a.C.
Segundo Plutarco, era geralmente o primeiro senador a falar, uma honra que transformar-se-ia no privilégio conhecido como "príncipe do senado", que não existia na época de Lucrécio.

## Consulado (493 a.C.)
Em 393 a.C., o consulado foi restaurado depois de quinze anos de tribunatos consulares. Foram eleitos Lúcio Valério e Públio Cornélio Malugilense, mas eles abdicaram e deixaram espaço para dois cônsules sufectos, Lúcio Lucrécio e Sérvio Sulpício. A Lúcio Lucrécio coube a liderança da campanha militar contra os équos, que haviam ocupado a colônia romana de Vitellia. A cidade foi facilmente conquistada.
Em Roma se discutia acaloradamente a proposta dos tribunos da plebe de repopular Veios com plebeus e senadores romanos. A luta foi dura, mas, ao final, a proposta de lei foi derrotada na assembleia por apenas um voto em mais de uma centúria.
Para aplacar as reclamações da plebe, ainda infeliz com a divisão dos espólios de Veios, o Senado promulgou um decreto que entregava sete acres da terra de Veios para cada plebeu.

## Primeiro tribunato consular (391 a.C.)
Lúcio Lucrécio foi eleito tribuno consular pela última vez em 391 a.C. com Caio Emílio Mamercino, Sérvio Sulpício Camerino, Lúcio Emílio Mamercino, Agripa Fúrio Fuso e Lúcio Fúrio Medulino. A Lúcio Lucrécio e a Caio Emílio coube a campanha contra os volsínios e a Agripa Fúrio e a Sérvio Sulpício, a contra os sapienatos, interrompida por causa da epidemia que se abateu sobre Roma.
Os romanos conseguiram vencer facilmente os volsínios durante a primeira e única batalha campal da campanha e começaram a arrasar o território inimigo, ao fim da qual os volsínios obtiveram uma trégua de vinte anos em troca do quanto fora roubado dos romanos no ano anterior e o pagamento do valor devido aos soldados romanos para o ano corrente. Os sapienatos, depois de saberem da rendição de seus aliados, se retiraram, deixando seu próprio território indefeso aos raides romanos.
Foi durante este tribunato que Marco Fúrio Camilo foi acusado pelo tribuno da plebe Lúcio Apuleio de ter distribuído de modo injusto o butim conseguido depois da captura de Veios, decidiu se exilar voluntariamente em Ardea.
No entanto, os galos sênones (em latim: galli senoni), liderados por Breno, cercaram Clúsio, que enviou embaixadores à Roma para pedir ajuda.

## Segundo tribunato consular (388 a.C.)
Em 388 a.C., foi eleito novamente, desta vez com Tito Quíncio Cincinato Capitolino, Lúcio Júlio Julo, Quinto Servílio Fidenato, Lúcio Aquilino Corvo e Sérvio Sulpício Rufo.
Os tribunos lideraram os romanos em uma série de raides contra o territórios dos équos e de Tarquínia, onde atacaram Cortuosa e Contenebra, que foram saqueadas.
Enquanto isso, em Roma, os tribunos da plebe tentaram levantar a discussão sobre a subdivisão dos Pântanos Pontinos, capturados dos volscos no ano anterior.

## Terceiro tribunato consular (383 a.C.)
Em 383 a.C., foi eleito pela terceira vez, com Sérvio Sulpício Rufo, Lúcio Emílio Mamercino, Aulo Mânlio Capitolino, Lúcio Valério Publícola e Marco Trebônio.
Em Roma chegaram diversas notícias de revoltas, dos sobreviventes volscos, dos prenestinos, outra entre os habitantes de Lanúvio, contra os quais foi declarada a guerra, mas que não pôde ser travada naquele ano por conta de mais uma epidemia e da fome resultante que se abateu sobre Roma.

## Quarto tribunato consular (381 a.C.)
Em 381 a.C., foi eleito pela última vez, com Marco Fúrio Camilo, Lúcio Postúmio Albino Regilense, Aulo Postúmio Albino Regilense, Lúcio Fúrio Medulino Fuso e Marco Fábio Ambusto.
Lúcio Fúrio e Marco Fúrio Camilo cuidaram da guerra contra os volscos, que haviam ocupado Satrico, o que levou à declaração de guerra contra a cidade aliada de Túsculo.